# Mobile Suit Gundam Arcade Game
Mobile Suit Gundam è un gioco arcade sviluppato da Banpresto nel 1993. Il game è un tipico picchiaduro alla Street Fighter basato sul franchise della serie Anime giapponese Gundam.

## Storia
Anno 0079 dello Universal Century;è da più di mezzo secolo che parte della popolazione terrestre si è trasferita nello spazio vivendo in gigantesche colonie. Il gruppo di colonie più lontano dalla terra, side 3, si autoproclama principato di Zeon e dichiara guerra alla federazione terrestre. Inizia così la guerra di un anno.

## Modalità di gioco
Nel videogioco bisogna sconfiggere nove sfidanti per arrivare alla fine e battere il Mobile Suit più potente del principato di Zeon,lo Ziong. La modalità giocatore contro giocatore è supportata. Per vincere lo scontro bisogna battere l'avversario due volte su tre con un tempo massimo di novantanove secondi a incontro. Gli scontri sono ambientati nelle varie locazioni dell'anime tipo: la colonia Texas, Belfast e Jaburo e sono stati usati molti Jingle, effetti sonori e musiche di sottofondo originali della serie.

## Mosse speciali
Ogni Mobile Suit dispone di mosse speciali ottenibili premendo varie combinazioni fra tasti e joystick.
- Gundam: Colpo di beam rifle, sparo con i vulcan e affondo di beam saber.
- Zaku II: Lancio di missili e di bomba a grappolo.
- Gouf: Frusta magnetica e colpo di beam saber.
- Dom: Jet stream attack e bazooka.
- Zugock: Colpo con artigli, beam laser e lancio di missili.
- Gelgoog: Beam naginata rotante, colpo di beam rifle.
- Ziong: Beam laser multipli, doppio colpo di maglio.

## Mobile suit selezionabili
- Gundam, pilota Amuro Rei.
- Zaku II, pilota Gene.
- Gouf, pilota Ranba Rall.
- Dom, pilotato da Gaia.
- Zugock, pilota soldato indefinito di Zeon.
- Gelgoog, pilota soldato indefinito di Zeon.
- Gundam Rosso, guidato da Sayla.
- Zaku II Rosso, Zugock Rosso e Gelgoog Rosso, tutti pilotati da Char Aznable.
- Ziong, non selezionabile ed è l'ultimo da sconfiggere. Pilota Char Aznable.